# Paranicomia leucoma
Paranicomia leucoma là một loài bọ cánh cứng trong họ Cerambycidae.